# Amanita vittadinii
Amanita vittadinii (2016: Saproamanita vittadinii) är en svampart som först beskrevs av Giuseppi L. Moretti, och fick sitt nu gällande namn av Pier Andrea Saccardo 1887. Amanita vittadinii ingår i släktet flugsvampar och familjen Amanitaceae.   Inga underarter finns listade i Catalogue of Life.

## Källor

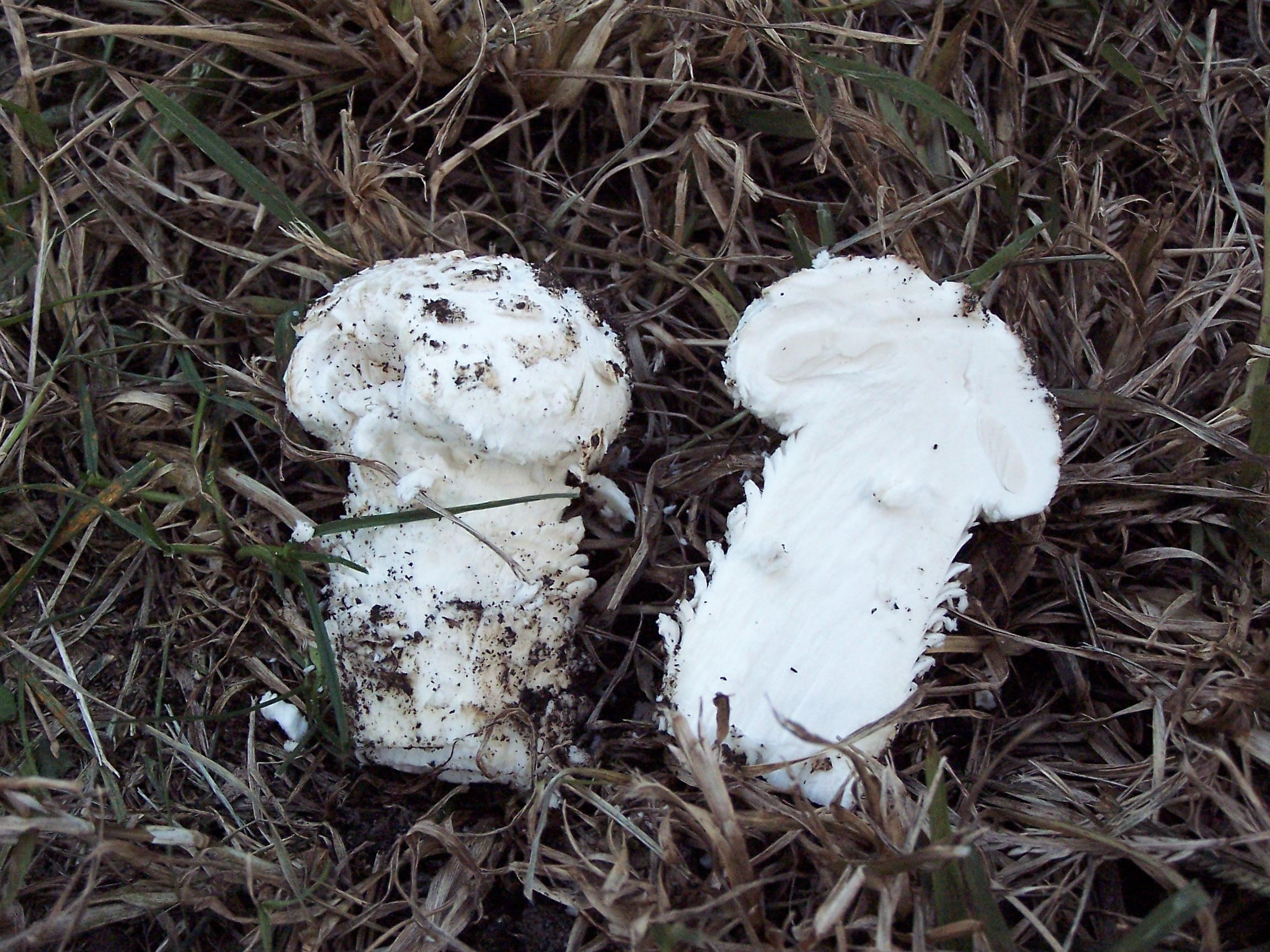
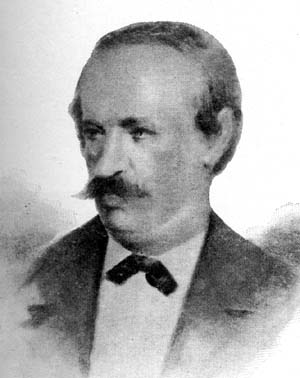
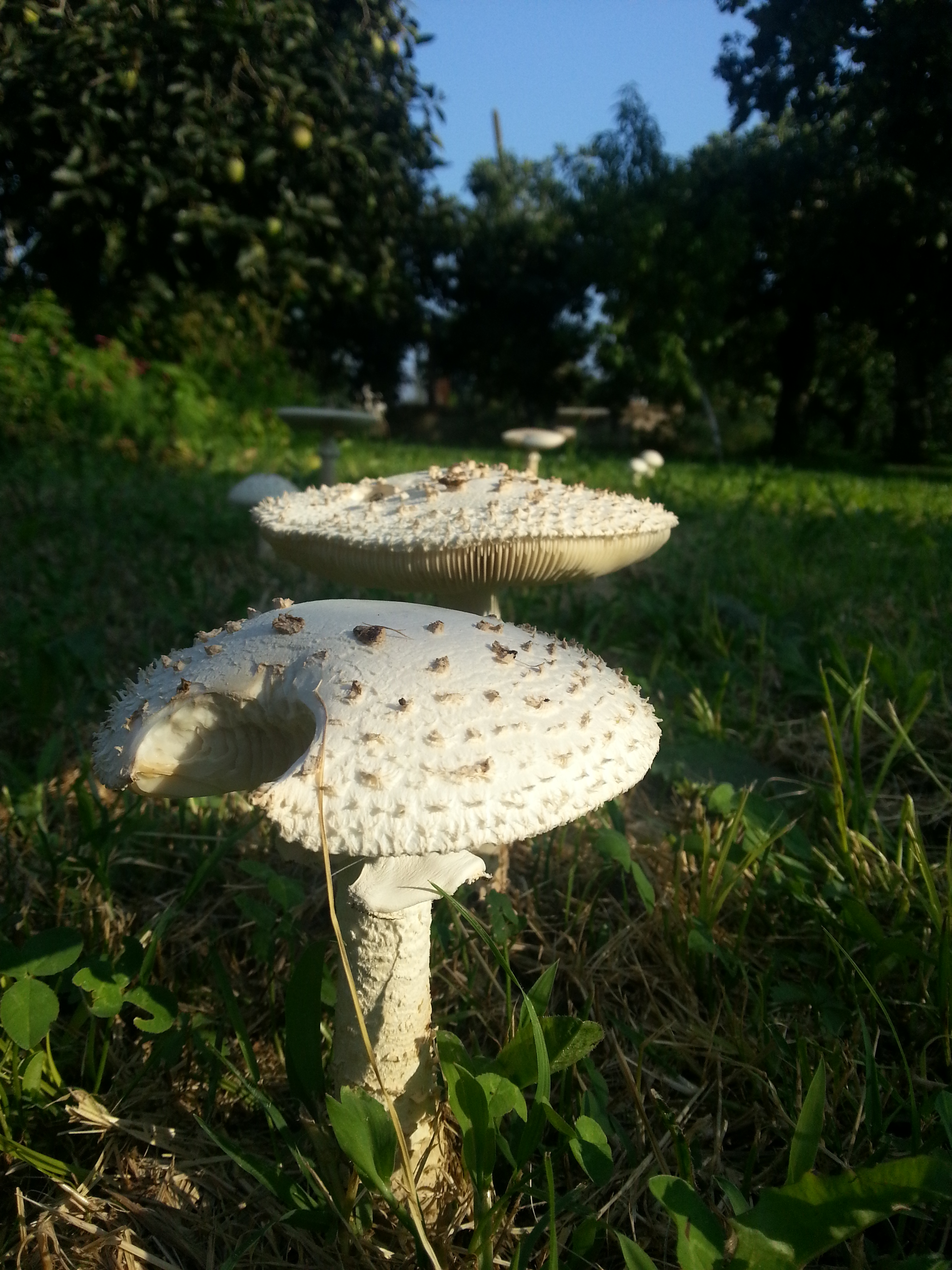